# Das Geheimnis meiner Familie
Das Geheimnis meiner Familie ist eine vierteilige deutsche Dokumentarreihe, die 2008 im Ersten ausgestrahlt wurde.
In jeder Episode macht sich jeweils eine in Deutschland prominente Persönlichkeit auf die Suche nach ihren familiären Wurzeln. Die Prominenten sind Marie-Luise Marjan, Armin Rohde, Christine Neubauer und Peter Maffay.
Die Serie beruht auf der seit 2004 produzierten britischen Ahnenforschungs-Dokureihe Who Do You Think You Are? (BBC). Es gibt autorisierte Adaptionen des britischen Originals im kanadischen (2007–2008), australischen (seit 2008), irischen (2008–2009), US-amerikanischen (2010–2012) und finnischen (seit 2012) Fernsehen. In Deutschland zeigte RTL Living 2011 bis 2012 erstmals einige Episoden der britischen (zwei Folgen) und amerikanischen Ausgabe (17 Folgen) der Reihe unter dem Titel Auf den Spuren meiner Ahnen.
Die deutsche Reihe wurde nicht fortgesetzt. Auch von der bereits 2007 im ZDF gezeigten Sendung Auf der Spur meiner Ahnen gab es nur zwei Folgen (mit Mariele Millowitsch und Walter Sittler). Damit ist die bereits seit 2006 vom WDR produzierte Reihe Vorfahren gesucht die einzige im deutschen Fernsehen, in der es um die Familien von Prominenten geht. Das Pendant dazu bildet die Reihe Die Spur der Ahnen – Jede Familie hat ein Geheimnis des MDR, in der seit 2006 interessierte Personen bei ihrer Ahnenforschung begleitet werden.